# Arthur Smolian
Arthur Smolian (Riga, Letònia, 3 de desembre de 1856 - Leipzig, Alemanya, 15 de novembre de 1911) fou un compositor i musicòleg germanobàltic.
Estudià a l'Escola Reial de Música de Múnic i de 1879 a 1882 fou director d'orquestra als teatres de Berlín, Basilea i Stettin. Després fixà la seva residència a Leipzig, on dirigí una societat coral, ensems que es dedicava a l'ensenyança i a la crítica musical. Més tard es traslladà a Karlsruhe com a professor del Conservatori i crític musical de la Carlsruher Zeitung, allà també dirigí la Neu Musikalische Presse. Col·laborà en diverses revistes i en el Konversationslexikon de Friedrich Arnold Brockhaus i, a més, va escriure: Von Schwinden der Gesangeskunt (1903) i Stella del Monte (Leipzig, 1903).
Com a compositor es donà a conèixer per diversos lieder a una o diverses veus, que es distingeixen per la seva agradable melodia.